# En miroir
En miroir - Journal sans date est un livre autobiographique publié par Pierre Jean Jouve au Mercure de France en 1954.
- En Miroir est sous-titrée Journal sans date : Jouve y présente sa trajectoire artistique et spirituelle en la liant à un petit nombre de faits biographiques soigneusement choisis. Jouve a choisi de rompre avec sa première œuvre d'avant 1925, et il a souvent rompu avec ses proches : ce "journal sans date", écrit dans une langue somptueuse et percutante, illustre donc ses choix très aigus.